# Maria Selmaier
Maria Selmaier (Magdeburgo, 12 de diciembre de 1991) es una deportista alemana que compite en lucha libre. Ganó una medalla de plata en el Campeonato Europeo de Lucha de 2020, en la categoría de 72 kg.

## Palmarés internacional
| Campeonato Europeo | Campeonato Europeo | Campeonato Europeo | Campeonato Europeo |
| Año                | Lugar              | Medalla            | Categoría          |
| ------------------ | ------------------ | ------------------ | ------------------ |
| 2020               | Roma (Italia)      | Medalla de plata   | 72 kg              |